# Almașu Mare (gmina)
Almașu Mare (niem. Groß-Obstdorf; węg. Nagyalmás) – gmina w środkowej Rumunii, w okręgu Alba (Siedmiogród).
W 2011 roku gmina miała 1 303 mieszkańców. Składa się ona z siedmiu wsi: Almașu Mare, Almașu de Mijloc, Brădet (Tannenbach), Cib (Tropfbach), Cheile Cibului (Theyenport), Glod (Kloden) i Nădăștia (Rohrfeld).